# Gastropoda
Gastropoda (greacă γαστήρ gaster, „stomac” și ποδη podos, „picior”; de asemenea gastropode, cunoscute în mod obișnuit sub numele de melci) reprezintă o clasă taxonomică mare de nevertebrate din încrengătura Mollusca. Această clasă cuprinde melci de uscat, melci de apă sărată și de apă dulce. 
Clasa Gastropoda conține un număr mare de specii, fiind depășită ca număr total doar de insecte. Istoria fosilelor din această clasă datează din Cambrianul târziu. Începând cu 2017, sunt cunoscute 721 de familii de gastropode, dintre care 245 sunt dispărute și apar doar în registrul fosilelor, în timp ce 476 sunt în prezent existente cu sau fără un registru fosil.
Gastropoda (scrisă uneori „Gasteropoda”) reprezintă o parte importantă a încrengăturii Mollusca și este cea mai diversificată clasă din acest filum, cu 65.000-80.000 de specii de melci și melci vii.  Anatomia, comportamentul, hrănirea și adaptările reproductive ale gasteropodelor variază semnificativ de la o cladă sau grup la altul, astfel încât este dificil să se afirme multe generalități pentru toate gasteropodele.
Clasa Gastropoda are o diversificare extraordinară a habitatelor. Reprezentanții acestei clase trăiesc în grădini, păduri, deșerturi și pe munți; în șanțuri, râuri și lacuri; în estuare, mlaștini, în zona stâncoasă, în zona nisipoasă, în adâncurile abisale ale oceanelor, inclusiv în izvoare hidrotermale, precum și în numeroase alte nișe ecologice, inclusiv cele parazitare.
Deși denumirea de „melc” poate fi și este adesea aplicată tuturor membrilor acestei clase, acest cuvânt desemnează în mod obișnuit numai acele specii cu o cochilie externă suficient de mare pentru ca părțile moi să se poată retrage complet în ea. Gasteropodele fără cochilie și cele cu o cochilie foarte redusă sau internă sunt denumite de obicei limacși.

## Etimologie
În literatura științifică, gasteropodele au fost denumite astfel de către zoologul francez Georges Cuvier în 1795. Cuvântul gasteropod provine din grecescul γαστήρ (gastḗr „stomac”) și πούς (poús „picior”), o referire la faptul că „piciorul” animalului este poziționat sub intestinele sale.

## Taxonomie

### Clasificarea actuală
Clasificarea actuală a gastropodelor se bazează pe rezultatele analizelor filogenomice. Nu s-a ajuns încă la un consens având în vedere relațiile de la baza arborelui vieții gasteropodelor, dar asupra grupurilor majore există acord.
- Gastropoda
  - Patellogastropoda
  - Adenogonogastropoda[8] (Angiogastropoda[7])
    - Apogastropoda
      - Caenogastropoda
      - Heterobranchia

    - Neritimorpha